# Bertil Nyström
Bertil Alexis Nyström (22 maggio 1935) è un ex lottatore svedese, specializzato nella lotta greco-romana.

## Palmarès
- Giochi olimpici

Tokyo 1964: bronzo nei pesi welter.
- Mondiali

Yokohama 1961: argento nei 79 kg.
Sofia 1963: bronzo nei 78 kg.